# Perseguição por equipes
| Dutch women's team pursuit team at the 2012 Summer Olympics (Ellen van Dijk, Amy Pieters and Vera Koedooder)                                                                    |  | Dutch women's team pursuit team at the 2012 Summer Olympics (Ellen van Dijk, Amy Pieters e Vera Koedooder) |
| O começo (esquerda) e a corrida (direita) de uma perseguição feminina no Ciclismo nos Jogos Olímpicos de Verão de 2012. (Atletas: Ellen van Dijk, Amy Pieters e Vera Koedooder) |  | |

A Perseguição por equipes  é uma corrida de ciclismo de pista, a prova é disputada por duas equipes de 4 ciclistas, que largam em pontos opostos da pista e percorrem a distância de 4 km, no feminino são 3 ciclistas com distância de 3 km. Vence a equipe que alcançar a outra ou obtiver o menor tempo. Uma equipe é considerada alcançada quando a equipe adversária (pelo menos três ciclistas rolando juntos) atinge uma distância igual ou inferior a um metro.
As regras e recordes são dirigidos pela União Ciclística Internacional (UCI), e é uma prova que está no calendário olímpico.